# 1579 Herrick
1579 Herrick è un asteroide della fascia principale del diametro medio di circa 42,73 km. Scoperto nel 1948, presenta un'orbita caratterizzata da un semiasse maggiore pari a 3,4299929 UA e da un'eccentricità di 0,1314220, inclinata di 8,77946° rispetto all'eclittica.
L'asteroide è dedicato all'astronomo statunitense Samuel Herrick (1911-1974).